# Tony Richardson
Tony Richardson (5 de junio de 1928 - 4 de noviembre de 1991) fue un director de cine inglés, ganador de dos premios Óscar por su película Tom Jones.

## Trayectoria
Director insignia de la llamada nueva ola de directores británicos, Richardson desarrolló el ideario de formación de la English Stage Company, junto a sus amigos George Goetschius y George Devine. Como director novel, Richardson dirigió obras de teatro como Pericles, Prince of Tyre en el Shakespeare Memorial Theatre en 1958. 
Ese mismo año debutó en el mundo del cine con el largometraje Mirando hacia atrás con ira. Poco después, fundó la productora Woodfall Films junto con el dramaturgo John Osborne. La relación entre Richardson y Osborne se extendió hasta 1968 durante la producción del film La última carga.
Durante la década de los 60, Richardson realizó proyectos de diferente suerte y calidad entre los que destacan El animador, La soledad del corredor de fondo, basada en la novela de Alan Sillitoe, y Un sabor a miel, basada en la obra teatral de Shelagh Delaney, cuando contaba este 17 años; abordaba ahí temas del embarazo adolescente o la homosexualidad antes no narrados, muy propia de los llamados jóvenes airados de esos años.
En 1964 Richardson recibió dos Óscar como mejor director y mejor película por Tom Jones (1963), que fue muy divulgada. 
Después de los dos Óscar, Tony Richardson siguió haciendo proyectos con más menos valor cinematográficos. En 1962, se casó con la actriz Vanessa Redgrave con la que tuvo dos hijas (ambas actrices), Natasha Richardson y Joely Richardson; pero se divorció en 1967 para casarse con la actriz francesa Jeanne Moreau.
En sus últimos años, Richardson se dedicó a dirigir programas para la televisión. Después de enfermar en los años 80, declaró ser bisexual. Murió en 1991 por complicaciones a causa del sida.

## Filmografía
- Mirando hacia atrás con ira (Look Back in Anger, 1958)
- El animador (The Entertainer, 1960)
- Requiem por una mujer (Sanctuary) (1961)
- Un sabor a miel (A Taste of Honey, 1961)
- La soledad del corredor de fondo (The Loneliness of the Long Distance Runner, 1962)
- Tom Jones (1963)
- Los seres queridos (The Loved Ones, 1965)
- Mademoiselle (1966)
- Sailor from Gibraltar (1967))
- La última carga (The Charge of the Light Brigade, 1968)
- Hamlet (Hamlet, 1969)
- Risa en la oscuridad (Laughter in the dark, 1969)
- Ned Kelly (1970)
- Un equilibrio delicado (A Delicate Balance, 1973)
- Mahogany, piel caoba (Mahogany) (1975)
- La frontera (The Border, 1982)
- Hotel New Hampshire (The Hotel New Hampshire, 1984)
- Blue Sky (1994)

## Premios y nominaciones
Premios Óscar
| Año  | Categoría      | Trabajo nominado | Resultado |
| ---- | -------------- | ---------------- | --------- |
| 1964 | Mejor película | Tom Jones        | Ganador   |
| 1964 | Mejor Director | Tom Jones        | Ganador   |